# GRP Records
La GRP Records è un'etichetta discografica statunitense, fondata a New York da Dave Grusin e Larry Rosen nel 1978. La sigla GRP sta per Grusin/Rosen Productions.
Già nel 1972 i due musicisti avevano dato inizio a una collaborazione artistica, producendo lavori di Noel Pointer, di Earl Klugh, Patti Austin e altri sotto varie etichette, tra cui RCA, Blue Note e CTI. Dal 1978 la Grusin/Rosen Productions, grazie a un accordo commerciale con Clive Davis, diventa una etichetta-satellite dell'Arista Records e pubblica una serie di album come Arista/GRP. 
Nel 1982 la GRP si stacca dall'Arista e diventa un'etichetta indipendente, abbracciando fra i primi la filosofia del suono digitale proprio negli anni in cui nasce e si sviluppa il supporto CD. Sotto etichetta GRP, Dave Grusin pubblica Mountain Dance, uno dei primissimi album di musica non classica prodotti con tecnologia interamente digitale (DDD). Tra i primi artisti a firmare per l'etichetta: Gerry Mulligan, Kevin Eubanks, Dave Valentin, Lee Ritenour, la cantante Diane Schuur e i gruppi Spyro Gyra, The Rippingtons e Special EFX.
L'etichetta si dedica principalmente allo smooth jazz e, grazie all'appoggio di alcune stazioni radio specializzate nel genere musicale definito adult contemporary, ottiene un buon successo commerciale con molti dei suoi titoli. Per dare maggior enfasi all'impiego delle tecnologie di registrazione digitale, al marchio GRP viene associato il motto «The Digital Master Company». 
Nel 1987, la GRP stipula un contratto di distribuzione con la MCA Records. Questa compagnia, che in seguito cambierà denominazione diventando Universal Music Group, acquisisce nel 1990 l'etichetta comprando le quote di Grusin e Rosen per circa 40 milioni di dollari. Da quel momento, tutto il repertorio jazz della casa discografica verrà ripubblicato sotto l'etichetta che viene ribattezzata provvisoriamente "MCA-GRP". Rivedono così la luce numerosi classici dei cataloghi Impulse, Chess e Decca. Grusin e Rosen decidono nel 1995 di lasciare la compagnia, che è attualmente diretta dal produttore Tommy LiPuma.
Dopo l'acquisizione del catalogo Polygram nel 1998, la Universal colloca la GRP sotto il controllo di Verve Music Group.